# Olekminskit
Olekminskit ist ein selten vorkommendes Mineral aus der Mineralklasse „Carbonate und Nitrate“ (ehemals Carbonate, Nitrate und Borate). Es kristallisiert im trigonalen Kristallsystem mit der idealisierten chemischen Zusammensetzung Sr2(CO3)2, ist also chemisch gesehen ein Strontium-Carbonat.
Olekminskit entwickelt nadelige Kristalle bis zu 0,005–0,010 mm Dicke, die zu sphärolithischen Mineral-Aggregaten von 0,10–0,15 mm Radius zusammentreten.
Die Typlokalität des Olekminskits ist das Alkaligesteins-Massiv Kedrovy (russisch Кедровый массив) im Murunski-Massiv (russisch Мурунский массив; Koordinaten des Murunski-Massivs) am Zusammenfluss von Tschara und Tokko im Aldanhochland, Republik Sacha (Jakutien), Föderationskreis Ferner Osten, Russland.

## Etymologie und Geschichte
Im Verlaufe der Arbeiten an Carbonatmineralen im Murunski-Alkaligesteins-Massiv wurden Phasen gefunden, die zu einer kontinuierlichen Mischkristallreihe von Mineralen zwischen Paralstonit, BaCa[CO3]2, und einem unbekannten Strontium-Endglied, Sr2[CO3]2, gehören. Nach der Bestimmung der erforderlichen physikalischen und optischen Eigenschaften und der chemischen Zusammensetzung wurde das Mineral der International Mineralogical Association (IMA) vorgelegt, die es am 28. Dezember 1989 unter der vorläufigen Bezeichnung IMA 1989-047 als neues Mineral anerkannte. Im Jahre 1991 erfolgte die wissenschaftliche Erstbeschreibung dieses Minerals durch ein Team russischer Wissenschaftler um Aleksei A. Konev, Yevgeny I. Vorobev, L. F. Piskunova, Zinaida F. Ushchapovskaya und G. A. Tichonova im russischen Wissenschaftsmagazin „Zapiski Vsesoyuznogo Mineralogicheskogo Obshchestva“ („Proceedings of the Russian Mineralogical Society“) als Olekminskit (russisch Олёкминскит, englisch Olekminskite). Sie benannten das Mineral nach der Stadt Oljokminsk (russisch Олёкминск, deren englische Transkription Olekminsk lautet), dem administrativen Zentrum des Alkaligesteins-Massivs Murunski-Massiv. Oljokminsk befindet sich am Südrand des Lena-Plateaus und bildet das Verwaltungszentrum des gleichnamigen Rajons.
Das Typmaterial (Holotyp) für Olekminskit wird unter der Katalognummer p461/1 in der Systematischen Sammlung des Mineralogischen Museums „Alexander Jewgenjewitsch Fersman“ der Russischen Akademie der Wissenschaften in Moskau aufbewahrt. Weiteres Typmaterial wurde in der Sammlung des Museum der Staatlichen Bergbau-Universität in Sankt Petersburg (Katalognummer 2071/1) deponiert.
Ebenso wie für das Mineral sind für die Typlokalität in englischen Publikationen leicht abweichende Transkriptionen üblich (Beispiel).

## Klassifikation
Da der Olekminskit erst 1989 als eigenständiges Mineral von der International Mineralogical Association (IMA) anerkannt und die Entdeckung erst 1991 publiziert wurde, ist er in der seit 1977 veralteten 8. Auflage der Mineralsystematik nach Strunz nicht aufgeführt.
Im zuletzt 2018 überarbeiteten und aktualisierten Lapis-Mineralienverzeichnis, das sich aus Rücksicht auf private Sammler und institutionelle Sammlungen noch nach dieser veralteten Systematik von Karl Hugo Strunz richtet, erhielt das Mineral die System- und Mineral-Nr. V/B.04-065. In der „Lapis-Systematik“ entspricht dies der Abteilung „Wasserfreie Carbonate [CO3]2−, ohne fremde Anionen“, wo Olekminskit zusammen mit Alstonit, Aragonit, Barytocalcit, Cerussit, Paralstonit, Strontianit und Witherit die „Aragonitgruppe“ (V/B.04) bildet.
Die seit 2001 gültige und von der International Mineralogical Association (IMA) bis 2009 aktualisierte 9. Auflage der Strunz’schen Mineralsystematik ordnet den Olekminskit in die um die Borate reduzierte Klasse der „Carbonate und Nitrate“ und dort in die Abteilung der „Carbonate ohne zusätzliche Anionen; ohne H2O“ ein. Diese ist weiter unterteilt nach der Gruppenzugehörigkeit der beteiligten Kationen, so dass das Mineral entsprechend seiner Zusammensetzung in der Unterabteilung „Erdalkali- (und andere M2+) Carbonate“ zu finden ist, wo es zusammen mit Paralstonit die unbenannte Gruppe mit der System-Nr. 5.AB.40 bildet.
Die vorwiegend im englischen Sprachraum gebräuchliche Systematik der Minerale nach Dana ordnet den Olekminskit wie die veraltete Strunz’sche Systematik in die gemeinsame Klasse der „Carbonate, Nitrate und Borate“ und dort in die Abteilung der „Wasserfreien Carbonate“ ein. Hier ist er zusammen mit Norsethit und Paralstonit in der „Norsethitgruppe“ mit der System-Nr. 14.02.02 innerhalb der Unterabteilung „Wasserfreie Carbonate mit der Formel A+B2+(CO3)2“ zu finden.

## Chemismus
Mittelwerte aus 17 Mikrosondenanalysen an fünf Olekminskit-Kristallen aus dem Alkaligesteins-Massiv „Kedrovyi“ im Murunskii-Massiv, Russland, lieferten 49,86 % SrO; 6,68 % CaO; 11,23 % BaO; La2O3 0,21 %, Ce2O3 0,56 %; 29,94 % CO2 (aus der Stöchiometrie berechnet); Summe 98,48 %. Ferner wurde geringe Mengen an FeO (0,00–0,27 %), MnO (0,04–0,19 %) und MgO (0,00–0,02 %) nachgewiesen. Die zentralen Bereiche der Olekmiskit-Kristalle sind reicher an Calcium und Barium, die Randbereiche weisen höhere Sr-Gehalte auf. Auf der Basis von sechs Sauerstoff-Atomen errechnet sich aus den Analysen die empirische Formel Sr1,414Ca0,350Ba0,215La0,004Ce0,010(CO3)2 bzw.
Sr1,00(Sr0,414Ca0,350Ba0,215La0,004Ce0,010)Σ=0,990(CO3)2,00, die sich zu Sr(Sr,Ca,Ba)(CO3)2 idealisieren lässt.
Die offizielle Formel der IMA für den Olekminskit wird mit Sr2(CO3)2 angegeben. Die Formel nach Strunz, Sr(Sr,Ca,Ba)[CO3]2, folgt der Formel aus der Originalveröffentlichung, jedoch ist hier wie üblich der Anionenverband in einer eckigen Klammer angegeben. Die idealisierte IMA-Formel, Sr2(CO3)2, erfordert 70,19 % SrO und 29,81 % CO2.
Die alleinige Elementkombination Sr–Ca–Ba–C–O weist unter den derzeit bekannten Mineralen (Stand 2019) neben Olekminskit nur noch ein unbenanntes Ca-Ba-Carbonat mit der Formel (Ca,Sr)2Ba[CO3]3 auf. Die Elementkombination Sr–C–O wie in der IMA-Formel des Olekminskits besitzt nur noch der Strontianit, Sr[CO3].
Chemisch ähnlich sind z. B. Burbankit, (Na,Ca)3(Sr,Ba,Ce)3(CO3)5; Carbocernait, (Ca,Na)(Sr,Ce,Ba)(CO3)2; Cordylit-(La), (Na,Ca)Ba(La,Ce,Sr)2(CO3)4F; Daqingshanit-(Ce), (Sr,Ca,Ba)3(Ce,La)(CO3)3-x(PO4)(OH,F)2x; und Khanneshit, (Na,Ca)3(Ba,Sr,Ce,Ca)3(CO3)5.
Olekminskit bildet mit Paralstonit, BaCa[CO3]2, eine Mischkristallreihe, die aber – obwohl eine Reihe von verschiedenen chemischen Zusammensetzungen zwischen Olekminskit und Paralstonit existieren – wahrscheinlich unvollständig ist und deshalb Mischungslücken aufweist.

## Kristallstruktur
Olekminskit kristallisiert im trigonalen Kristallsystem in der Raumgruppe P321 (Raumgruppen-Nr. 150) mit den Gitterparametern a = 8,66 Å und c = 6,08 Å sowie drei Formeleinheiten pro Elementarzelle.
Olekminskit ist isotyp (isostrukturell) mit Paralstonit – weist also eine identische Kristallstruktur wie dieses Mineral auf. Die Kristallstruktur des Olekminskits entspricht folglich der des Paralstonits. Strontium sitzt auf zwei verschiedenen Positionen in verschiedenen Koordinierungen.
Sr(1)2+ ist in einer 10-koordinierten Geometrie mit zehn O2−-Atomen verbunden (Sr(1)[10]), während Sr(2) durch acht Sauerstoff-Atome koordiniert wird (Sr(2)[8]). Ferner existieren drei kristallographisch unterschiedliche, planare (CO3)2−-Gruppen. Alle Einheiten sind in einer „ABAB…“-Stapelfolge parallel zu (0001) angeordnet.

## Eigenschaften

### Morphologie
Olekminskit bildet nadelige, prismatische Kristalle bis zu maximal 0,15 mm Länge und 0,005–0,010 mm Dicke, die zu sphärolithischen Mineral-Aggregaten von 0,20 bis 0,30 mm Durchmesser zusammentreten. Im Querbruch sind die Kristalle rund oder weisen einen sechsseitigen Querschnitt auf.
Olekminskit-Paralstonit-Aggregate besitzen häufig eine poröse Struktur und verdrängen oft Barytocalcit.

### Physikalische und chemische Eigenschaften
Die Kristalle des Olekminskits sind weiß bis schneeweiß. Ihre Strichfarbe ist in der Originalpublikation nicht angegeben, sollte aufgrund der Mineralfarbe aber weiß sein, wie es auch der Mineralienatlas angibt.
Die Oberflächen der durchsichtigen Kristalle zeigen einen charakteristischen glasartigen Glanz. Olekminskit besitzt entsprechend diesem Glasglanz eine mittelhohe Lichtbrechung (nε = 1,527; nω = 1,670) und – wie bei vielen Carbonaten – eine sehr hohe Doppelbrechung (δ = 0,143). Im durchfallenden Licht ist der einachsig negative Olekminskit farblos und zeigt keinen Pleochroismus. Er besitzt eine gerade Auslöschung und negative Elongation.
Für Olekminskit wird keine Spaltbarkeit angegeben. Aufgrund seiner Sprödigkeit bricht das Mineral aber ähnlich wie Amblygonit, wobei die Bruchflächen uneben ausgebildet sind. In der Originalpublikation finden sich keine Angaben zum Bruch. Olekminskit weist eine Mohshärte von 3 auf und gehört damit zu den mittelharten Mineralen, die sich wie das Referenzmineral Calcit (Härte 3) bei entsprechender Kristallgröße mit einer Kupfermünze ritzen lassen würden. Die gemessene Dichte für Olekminskit beträgt 3,70 g/cm³, die berechnete Dichte 3,650 bis 3,682 g/cm³.
Olekminskit zeigt weder im kurzwelligen noch im langwelligen UV-Licht (254 nm) eine Fluoreszenz.
Das Mineral ist unbeständig gegenüber Säuren.

## Bildung und Fundorte
Olekminskit ist ein ungewöhnliches akzessorischen Mineral, welches an seiner Typlokalität in 5 bis 10 cm mächtigen, hauptsächlich aus grauem Quarz und weißem Barytocalcit bestehenden Erzgängen auftritt, welche durch Intrusivbrekzien im Alkaligesteins-Massiv „Kedrovyi“ setzen. Die Entstehung dieser Gänge wird wie folgt beschrieben: Im Anschluss an die vergleichsweise heißen, aus einem groruditischen Magma (Grorudite sind aegirinführende peralkalische Mikrogranite) stammenden Calcium-Barium-Hydrothermen, aus denen sich mit Barytocalcit mineralisierte Quarzgänge bilden, folgten Lösungen mit einem höheren Potential an Strontium und Metallen der Seltenen Erden. Infolgedessen wurde der Barytocalcit durch eine Assoziation ersetzt, die aus Olekminskit, Ankylit (möglicherweise auch Carbocernait), Baryt und Calcit bestand. Unter den Carbonaten bildeten sich zunächst Paralstonit-ähnliche Phasen (Strontium-Paralstonit) und dann der Olekminskit selbst. Die niedrige Temperatur, die durch die Kristallisation von Hydroxylcarbonaten wie Ankylit angezeigt wird, trug zur Erhaltung der Zonierung in den Kristallen bei.
Olekminskit bildet sich auch in Karbonatit-Komplexen und gangförmigen Karbonatiten. Bei der Untersuchung der aus kalkhaltigen Böden isolierten Urease-positiven Pilze Pestalotiopsis sp. und Myrothecium gramineum auf ihre Eigenschaften bezüglich der Biomineralisation von CaCO3 und SrCO3 zeigte sich, dass M. gramineum die höchste Fähigkeit zur Entfernung von Sr(2+) aus Lösungen besitzt. Durch die Pilze kommt es zur Biomineralisierung von Olekminskit und die Kopräzipitation von Strontium in Vaterit. Die erhaltenen Befunde legen nahe, dass Urease-positive Pilze eine wichtige Rolle für Bioremediation oder die Biowiederherstellung von Strontium oder anderen Metallen und Radionukliden spielen könnten, welche unlösliche Carbonate bilden.
Begleitminerale des Olekminskits an der Typlokalität sind Calcit, Baryt und Barytocalcit verdrängender Ankerit sowie Paralstonit, Ankylit-(Ce), Narsarsukit, Sphalerit und Galenit. Andere Quarz-Carbonat-Gänge an der Typlokalität enthalten ferner Leukosphenit, Epididymit, Elpidit, Tainiolith, Lorenzenit, Pyromorphit, Anatas, Bornit und Digenit.
Als selten bis sehr selten vorkommende Mineralbildung ist Olekminskit bisher nur von wenigen Lokalitäten bzw. in geringer Stückzahl bekannt. Das Mineral wurde bisher (Stand 2019) von rund 15 Fundpunkten beschrieben. Die Typlokalität des Olekminskits ist das Alkaligesteins-Massiv „Kedrovyi“ im Murunskii-Massiv am Zusammenfluss von Tschara und Tokko im Aldanhochland, Republik Sacha (Jakutien), Föderationskreis Ferner Osten, Russland.
Weitere Fundorte für Olekminskit sind:
- der „Cerro Sapo“, Provinz Ayopaya, Departamento Cochabamba, Bolivien
- der Karbonatit-Komplex „Catalão I“ nordnordöstlich von Uberlândia, Goiás, Brasilien
- der Karbonatit-Komplex von „Araxá“ bei Barreiro unweit Araxá im Bundesstaat Minas Gerais in Brasilien[14][18]
- der Karbonatit von „Serra do Salitre“, Serra do Salitre, Minas Gerais, Brasilien
- der „Tapira-Komplex“ bei Tapira, Minas Gerais, Brasilien
- die Kimberlitschlote des „Garnet Lake Property“, Region Sarfartoq, Isortoq am Isortoq-Fjord (Søndre Isortoq), Qeqqata Kommunia, Grönland, Dänemark
- das Karbonatit-Massiv von Chuktukon (Chuktukonskoe), Region Krasnojarsk, Russland
- das „Seblyavr“-Massiv südwestlich von Murmansk, Rajon Kola, Oblast Murmansk, Halbinsel Kola, Russland[19]
- ein Phoscorit-Karbonatit im Massiv von Kowdor in der Oblast Murmansk, Föderationskreis Nordwestrussland, Russland
- das Alkaligesteins-Ultrabasit-Massiv „Vuoriyärvi“ (russisch массив Вуориярви), Nord-Karelien, Oblast Murmansk, Halbinsel Kola, Russland[20]
- der Kimberlitschlot Udatschnaja (russisch Трубка Удачная) (auch Udachnaya-Vostochnaya Pipe; Udachnaya Pipe) bei Udatschny auf dem Wiljuiplateau am Fluss Daldyn, Rajon Mirny (Sacha), Republik Sacha (Jakutien), Russland[21]
- die REE-Nb-Lagerstätte „Belaya Zima“, Ostsajan, Sajangebirge, Tuwa, Russland
- der Alkaligesteins-Ringkomplex „Pilanesberg“, Pilanesberg-Nationalpark, Bojanala Platinum District, Provinz Nordwest, Südafrika

Fundorte aus Deutschland, Österreich und der Schweiz sind damit unbekannt.

## Verwendung
Olekminskit ist wirtschaftlich bedeutungslos und lediglich ein bei systematisch sammelnden Mineralsammlern begehrtes Mineral.